# Kokudaka
Kokudaka (石高?) se refiere al sistema para determinar el valor de la tierra con fines tributarios bajo el shogunato Tokugawa del período Edo, en Japón; este valor se expresaba en koku de arroz.
Generalmente, un koku (aproximadamente equivalente a cinco bushels) se consideraba el equivalente a la cantidad de arroz necesario para alimentar a una persona durante un año. Los ingresos reales o los ingresos derivados de la tenencia variaban de una región a otra, y dependían de la cantidad de control real que el poseedor del feudo tenía sobre el territorio en cuestión, se promediaba alrededor del 40% del kokudaka teórico.
El monto del impuesto no se basó en la cantidad real de arroz cosechado, sino que fue una estimación basada en el rendimiento económico total de la tierra en cuestión, con el valor de otros cultivos y productos convertidos a su valor equivalente en términos de arroz.
La clasificación de precedencia de un daimio estaba determinada en parte por el kokudaka de los territorios bajo su administración. En 1650, el kokudaka total de Japón se evaluó en 26 millones de koku, con el Shōgun controlando directamente 4.2 millones de koku.